# Oliva Sabuco de Nantes Barrera
Oliva Sabuco de Nantes Barrera (Alcaraz, 2 dicembre 1562 – Alcaraz, 1622 circa) è stata una medica e filosofa spagnola.
Figlia di Don Miguel Sabuco y Alvarez e Francisca de Cózar, è autrice del trattato di medicina e psicologia intitolato Nueva Filosofia de la Naturaleza del Hombre, pubblicato nel 1587 e dedicato al re Filippo II di Spagna.
Nel 1991 le è stato dedicato il cratere di Venere Barrera.

## Opera
L'opera principale attribuita a Oliva Sabuco è la Nueva filosofía de la naturaleza del hombre, no conocida ni alcanzada de los grandes filósofos antiguos, pubblicata a Madrid nel 1587. In questo trattato, Sabuco espone una visione integrata dell’essere umano, affrontando questioni di medicina, filosofia naturale ed etica da una prospettiva umanista. L’opera si distingue per la difesa dell’interrelazione tra corpo e anima, sottolineando l’influenza degli stati emotivi sulla salute fisica, anticipando in parte i concetti della medicina psicosomatica moderna.
Il testo è redatto in forma dialogica e contiene una critica alla filosofia aristotelica, proponendo una “nuova medicina” che cerca di armonizzare ragione ed esperienza. Emergono anche una forte attenzione al benessere dell’individuo e della collettività, e la difesa dell’importanza dell’educazione.
Per secoli è stata oggetto di dibattito la paternità dell’opera, poiché alcuni studiosi l’hanno attribuita a suo padre, Miguel Sabuco. Tuttavia, ricerche più recenti tendono a riconoscere Oliva come autrice legittima, basandosi su documenti storici e sul prologo stesso del libro, firmato con il suo nome.
La Nueva filosofía ebbe una certa risonanza all’epoca e fu ristampata più volte. Oggi è considerata un esempio significativo del pensiero rinascimentale spagnolo e del ruolo delle donne nella produzione intellettuale del Siglo de Oro, nonostante gli ostacoli sociali che ne limitavano il riconoscimento ufficiale.